# Clean Bandit
Clean Bandit — британская электро-группа, основанная в 2008 году. Этот коллектив в 2010 году выпустил трек «Mozart's House», который был отмечен 17 местом в UK Singles Chart. А в 2014 году выпустили новый сингл «Rather Be», достигший 1 места в этом же чарте. В 2015 году композиция была удостоена премии «Грэмми» в номинации «Лучшая танцевальная запись».

## Музыкальный стиль
Музыка Clean Bandit сочетает такие направления, как электроника и классическая музыка, создавая треки в стиле дип-хаус.

## История

### Формирование и начало карьеры
Участники группы Джек Паттерсон, Люк Паттерсон, Грейс Чатто и Милан Нил Амин-Смит познакомились во время учёбы в колледже Джесус Кембриджского университета. К тому времени Чатто уже создавала квартет вместе с Амин-Смитом. Чатто в то время встречалась с Джеком Паттерсоном и он решил записать её выступления. Паттерсон начал миксовать её песни с электронной музыкой, и представив ей плод своего труда, Чатто заявила, что ей нравится эта затея. Один из их друзей, Ссегава-Ссекинту Киванука, писал в то время тексты для песен, и вместе они создали трек Mozart's House. И таким образом к ним пришла идея о создании музыкального коллектива.
Название, Clean Bandit, они взяли из перевода русской фразы, что в английском языке означает «чистая (в смысле натуральная, настоящая) бандитка», так её называла бабушка соседка, когда она училась в России (из интервью на Мегаполис ФМ). Также стоит заметить, что Чатто и Паттерсон некоторое время жили в России.

### 2012–2014: дебютный альбом «New Eyes»
В 2012 году группа представила сингл «A+E», который достиг высшей позиции в UK Singles Chart. Эта песня будет пятой в трек-листе их дебютного альбома New Eyes, который вышел 12 мая 2014 года. 29 февраля 2012 года вышел клип на их песню UK Shanty, где одну из главных ролей сыграла их ровесница и модель из Кембриджа Лили Коль (Lily Cole). 29 марта 2013 года Clean Bandit выпустила трек «Mozart's House». Он достиг 17 места в главном хит-параде Великобритании. И третий реализованный трек из предстоящего альбома, группа представила 19 января 2014 года и им стал «Rather Be». Он стал успешным хитом, который покорил UK Singles Chart, где смог продержаться на первом месте 4 недели.
После успеха «Rather Be» группа собирается провести тур в Великобритании, а также поучаствовать в различных фестивалях.
Первый дебютный альбом New Eyes был выпущен 12 мая 2014 года на лейбле Warner Music UK и содержит 13 треков в обычном издании, и 16 в специальном.

### 2015–2017: уход Нила Амин-Смита
27 мая 2016 года группа выпустила свой первый сингл с марта 2015, назвав его «Tears». Исполнительницей этой песни является победительница шоу The X Factor 2015 Луиза Джонсон. В настоящее время этот трек рассматривается как ведущий сингл с нового альбома.
19 октября 2016 года о своем уходе в Facebook, а после и в Twitter объявил скрипач и пианист группы Нил Амин-Смит.
Два дня спустя группа Clean Bandit выпустила новую песню «Rockabye», в создании которой приняли участие певица Энн-Мари и рэпер Шон Пол и она была первой композицией, в которой не участвовал Амин-Смит. «Rockabye» стала их вторым хитом номер 1 в Великобритании.
17 марта 2017 года Clean Bandit представила новую композицию «Symphony», исполненную вместе со шведской певицей Сарой Ларссон.
На момент 19 июня 2017 года, с Clean Bandit путешествует финалистка Voice UK 2012 Кирстен Джой в качестве солистки группы.
В 2015 году на Coachella Festival, группа Clean Bandit исполнила песню «Disconnect» вместе с Marina and The Diamonds. Релиз трека состоялся 23 июня 2017 года.
16 октября 2017 года Clean Bandit анонсировали свою новую песню «I Miss You», записанную при участии американской певицы Джулии Майклз. В этот же день группа объявила о своем американском туре, который пройдет в марте-апреле следующего года. Трек «I Miss You» вышел 27 октября 2017 года.
В начале декабря 2017 года группа объявила, что они собираются выпустить второй альбом в первые месяцы 2018 года. Они также рассказали, что все песни, которые они выпустили до сих пор после их дебютного альбома, будут на новом альбоме.

### C 2018–настоящее время: выход второго альбома Clean Bandit
В начале 2018 года, Clean Bandit выступили на церемонии объявления номинантов на премию Brit Awards 2018 со своими двумя последними хитами — Symphony и I Miss You, которые исполнила Кирстен Джой. Кроме того, группа была удостоена двух номинаций на этой же премии: «Британский сингл» года и «Британский видеоклип года», оба раза номинируется «Symphony».

## Состав группы
- Грэйс Чатто (2008 — по настоящее время) — виолончель, перкуссия, вокал
- Джек Паттерсон (2008 — по настоящее время) — бас-гитара, клавишные, вокал, фортепиано, звуковые эффекты, некоторые духовые инструменты
- Люк Паттерсон (2008 — по настоящее время) — ударные, перкуссия, некоторые духовые инструменты

### Бывшие участники
- Нил Амин-Смит (2008—2016) — скрипка, клавишные, бэк-вокал
- Ссегава-Ссекинту Киванука (Love Ssega) (2008—2010) — вокал

### Концертные участники
- Никки Кислин (2012—2013) — вокал
- Ясмин Шахмир (2012—2013) — вокал
- Флоренс Ролингс (2013—2016) — вокал
- Элизабет Трой (2013—2016) — вокал
- Кирстен Джой (2016 — по настоящее время) — вокал
- Ясмин Грин (2016 — по настоящее время) — вокал
- Арон Джонс (2016 — по настоящее время) — скрипка
- Патрик Гринберг (2010 — по настоящее время) — бас-гитара

## Дискография
- New Eyes (2014)
- What is Love? (2018)

## Номинации и награды
| Год  | Премия                  | Номинация                                      | Номинируемая работа  | Результат |
| ---- | ----------------------- | ---------------------------------------------- | -------------------- | --------- |
| 2011 | UK Music Video Awards   | Лучшее танцевальное видео — бюджет             | «Mozart’s House»     | Номинация |
| 2011 | UK Music Video Awards   | Лучшее поп видео — бюджет                      | «Telephone Breaking» | Номинация |
| 2014 | Urban Music Awards      | Лучшая электронная/танцевальная группа         | «Clean Bandit»       | Победа    |
| 2014 | BBC Music Awards        | Песня года                                     | «Rather Be»          | Номинация |
| 2015 | Brit Awards             | Британская группа года                         | «Clean Bandit»       | Номинация |
| 2015 | Brit Awards             | Британский сингл года                          | «Rather Be»          | Номинация |
| 2015 | Премия «Грэмми»         | Лучшая танцевальная запись                     | «Rather Be»          | Победа    |
| 2015 | Премия Айвора Новелло   | Наиболее большое количество выполняемой работы | «Rather Be»          | Победа    |
| 2015 | Премия Айвора Новелло   | Лучшая современная песня                       | «Rather Be»          | Победа    |
| 2015 | Billboard Music Award   | Лучший танцевальный/электронный артист         | «Clean Bandit»       | Номинация |
| 2015 | Billboard Music Award   | Лучшая танцевальная/электронная песня          | «Rather Be»          | Номинация |
| 2017 | Brit Awards             | Британский сингл года                          | «Rockabye»           | Номинация |
| 2017 | Brit Awards             | Британский видеоклип года                      | «Rockabye»           | Номинация |
| 2017 | MTV Europe Music Awards | Лучшая песня                                   | «Rockabye»           | Номинация |
| 2017 | Teen Choice Awards      | Лучшая танцевальная/электронная песня          | «Rockabye»           | Номинация |
| 2017 | NRJ Music Awards        | Международный дуэт/группа года                 | «Clean Bandit»       | Номинация |
| 2018 | Global Awards           | Лучшая группа                                  | «Clean Bandit»       | Номинация |
| 2018 | Global Awards           | Массовое признание                             | «Clean Bandit»       | Номинация |
| 2018 | Brit Awards             | Британский сингл года                          | «Symphony»           | Номинация |
| 2018 | Brit Awards             | Британский видеоклип года                      | «Symphony»           | Номинация |